# Acridomastax tampolae
Acridomastax tampolae är en insektsart som beskrevs av Marius Descamps 1971. Acridomastax tampolae ingår i släktet Acridomastax och familjen Euschmidtiidae. Inga underarter finns listade i Catalogue of Life.